# 戦士 (お笑いトリオ)
戦士（せんし）は、日本のお笑いトリオ。かつては吉本興業に所属していた。

## メンバー
げんせい（旧芸名：平林 げんせい〈ひらばやし げんせい〉、1995年12月25日（29歳） - ）
主にボケ担当。
愛知県稲沢市出身。身長171 cm、体重61 kg。血液型はO型。
趣味はお絵描き、ツイキャス、音楽鑑賞、雑貨屋巡り、散歩、気持ち悪い漫画を読むこと。
特技は器械体操、バク転、逆立ち、書道（準2級）、串カツをできるだけ早く揚げられること。
金髪が特徴的。
高校時代、がまの助（元・竹内ズ）とコンビを組んでハイスクールマンザイへ出場していた。
解散後は、銘苅と共にコンビ「柿」として活動。

たむかい（1996年2月3日（29歳） - ）
主にツッコミ担当。
京都府舞鶴市出身。身長175 cm、体重70 kg。血液型はA型。
趣味はお酒、古着屋巡り、プロレス鑑賞、釣り。
特技は砲丸投げ（京都府3位）、バドミントン（市内2位）、お年寄りとすぐに仲良くなれること、昆虫採集（トカゲなども可）。
解散後はピン芸人として活動。風貌がノブ（千鳥）に似ていることから、モノマネネタにしている。

銘苅（めかる、1992年10月22日（32歳） - ）
主にボケ担当。
沖縄県うるま市出身。身長168 cm、体重60 kg。血液型はA型。
趣味は散歩、人混みでダッシュして他人を抜くこと、お酒をいっぱい飲むこと。
特技は木のぼり、泳ぐこと、エイサー、スーサーという鳥を呼べること。
坊主頭で、風貌が大悟（千鳥）に似ている。
解散後は、げんせいと共にコンビ「柿」として活動。

## 来歴
3人ともNSC大阪校37期出身。
トリオ名の由来はダサい名前にしようとして「戦士」と「紳士」が候補へ挙がった内、「紳士」だと少し意味を持ちすぎて芸が偏ってしまうということで「戦士」に決めた経緯がある。
2023年11月5日、ライブ「我々は戦士。戦い続ける。」を以て解散。
2024年1月1日、げんせいと銘苅がコンビ「柿」を結成。

## 芸風
主に漫才。ツカミとして3人がそれぞれ出身地を紹介しながら自己紹介する。
たむかいと銘苅の2人で「千烏』」として、千鳥のものまねを披露することもあった。また、げんせいと銘苅の2人でユニットネタをすることもあった。

## 出演
- ぐるぐるナインティナイン「おもしろ荘2021」（日本テレビ）[5][8]
- ネクストブレイク芸人ガチャ2022（テレビ東京）
- せやねん!（毎日放送）銘苅のみ

## 賞レースでの戦績

### M-1グランプリ
| 年度   | 結果      | エントリー No. | 会場                   | 日程     |
| ------ | --------- | -------------- | ---------------------- | -------- |
| 2016年 | 1回戦敗退 | 1029           | 新世界朝日劇場         | 8月26日  |
| 2017年 | 2回戦進出 | 1196           | 大丸心斎橋劇場         | 10月11日 |
| 2018年 | 3回戦進出 | 1102           | よしもと祇園花月       | 10月24日 |
| 2019年 | 3回戦進出 | 737            | よしもと漫才劇場       | 10月30日 |
| 2020年 | 2回戦進出 | 2223           | よしもと漫才劇場       | 10月27日 |
| 2021年 | 3回戦進出 | 1197           | よしもと漫才劇場       | 10月26日 |
| 2022年 | 2回戦進出 | 1461           | 森ノ宮よしもと漫才劇場 | 10月6日  |
| 2023年 | 2回戦進出 | 1291           | 森ノ宮よしもと漫才劇場 | 10月17日 |